# Tomoko Sawada
Tomoko Sawada (jap. 澤田 知子, Sawada Tomoko; * 1977 in Kōbe, Präfektur Hyōgo) ist eine japanische Fotografin.

## Leben und Werk
Tomoko Sawada wurde 1977 in Kōbe geboren und graduierte 2003 an der Seian Zōkei Daigaku (engl. Seian University of Art and Design). Sawadas Arbeiten widmen sich vorwiegend der Darstellung von Frauenrollen in der (japanischen) Gesellschaft und dem Widerspruch zwischen Tradition und Moderne. Gegenstand ihrer Fotografie ist stets sie selbst, sowohl in Porträts, als auch Szenenbildern. Durch Wandlungen von Umfeldern, Frisuren und Kostümen deckt sie Kodierungen von „Normalheit“ und „Unterschiedlichkeit“ auf und thematisiert die Beziehung von Erscheinungsbild und Realität. Dabei tritt sie selbst als ausführende Fotografin zunehmend in den Hintergrund und zeichnet verantwortlich für Planung und Arrangement der Aufnahmen, die dann von einem Assistenten nach ihren Vorgaben durchgeführt werden.
Durch einen Pflichtkurs im Rahmen ihres Studiums kam Sawada zur Porträtfotografie und stellte fest, dass Masken und Kostüme ihr halfen, den Minderwertigkeitskomplex in Bezug auf ihr Aussehen abzulegen. In Anlehnung an Andy Warhols Automatenaufnahmen entstand so 1999 ihre Fotoserie ID-400: 400 unterschiedliche Selbstporträts aus dem Fotoautomaten einer Tankstelle, in denen sie die Wandlungsfähigkeit weiblicher Ausdrucksformen und Lebensstile darstellt. Nach dem Ende der Aufnahmen rasierte sich Sawada ein Glatze und besuchte die Ausstellung ohne jegliches Make-up, zumeist ohne erkannt zu werden. In Sawadas Themenausstellung in der Zabriskie Gallery in New York wurden diese Bilder den Aufnahmen der Serie Oimai gegenübergestellt, die sich der Darstellung der Omiai-Tradition widmet und in denen festgefügte, formale Rollenmodelle erscheinen.
In ihrem dritten Zyklus Costume verwendete Sawada erstmals auch Mittelformatkameras und erweiterte so die Darstellungsmöglichkeiten. Während sie selbst und ihre Wandlungen mit Hilfe stark prägender Uniformen und Kostüme stets im Fokus bleiben, wird der umgebende Kontext unscharf. In School Days lichtete sie sich selbst als fiktive Abschlussklasse einer Mädchenschule ab, in der alle Schülerinnen trotz einzelner Zeichen der Individualität von Gleichförmigkeit geprägt sind. In der Serie Decoration präsentiert sie sich in verschiedenen Erscheinungsformen von „Gothic Lolitas“, wie sie insbesondere im Stadtteil Harajuku von Tokyo bekannt sind, wo sie sich jede Woche kostümiert an der Takeshita Dori präsentieren.
Werke von Sawada sind heute unter anderem Bestandteil der Sammlungen des International Center of Photography, des Brooklyn Museum und des San Francisco Museum of Modern Art.

## Ausstellungen (Auswahl)
- 1999 Clean Sisters Gallery, Osaka
- 2001 The Third Gallery Aya, Osaka
- 2002 galerie p, Brüssels
- 2002: The Self, Photoespana, Madrid, 2002 (Gruppenausstellung)
- 2003: Two Photographic Series, Zabriskie Gallery, New York, 2003[5]
- 2004: About Face: Photography and the Death of the Portrait, Hayward Gallery, London (Gruppenausstellung)
- 2004: Costumes, Zabriskie Gallery, New York
- 2005: School Days, Imabashi, Ôsaka
- 2005: Out of the Ordinary / Extraordinary, Museum für Ostasiatische Kunst, Berlin  (Gruppenausstellung)
- 2006: Desire to Mimic, Museum für angewandte Kunst, Wien
- 2008: Decoration, Espai 13, Fundació Joan Miró, Barcelona[2]
- 2008: Heavy Light: Recent Photography and Video from Japan, International Center of Photography  (Gruppenausstellung)[7][8]

## Auszeichnungen
- 2000 Sonderpreis der Canon New Century of Photography Competition
- 2003 Kimura-Ihei-Fotografiepreis
- 2004 Best Young Photographer bei den Infinity Awards

## Bildbände
- Tomoko Sawada: ID400: Relation Between Inside and Outside. Seigensha Art Publishing, 2004 (ISBN 4861520126)
- Tomoko Sawada & Gen Kobayashi: Omiai. Seigensha Art Publishing, 2005 (ISBN 4861520312)
- Tomoko Sawada & Gen Kobayashi: School Days. 青幻舎, 2006 (ISBN 4861520614)
- Tomoko Sawada: Masquerade. 赤々舎, 2006 (ISBN 4903545024)